# José Antonio Reyes
José Antonio Reyes Calderón (ur. 1 września 1983 w Utrerze, zm. 1 czerwca 2019 tamże) był hiszpańskim piłkarzem, który występował na pozycji pomocnika, ale też i napastnika. Były reprezentant Hiszpanii.

## Kariera klubowa
Karierę rozpoczął w Sevilli FC w wieku 9 lat. Profesjonalny kontrakt podpisał, mając lat 15. Grając w Primera División osiągnął status jednego z najlepszych napastników tej ligi.
Zadebiutował w meczu przeciwko Manchesterowi City (31 stycznia 2004). Pierwsza bramkę w barwach Arsenalu zdobył (15 lutego 2004) przeciw Chelsea F.C. (2:1). Z drużyną "Kanonierów" wygrał Mistrzostwo Anglii (2004), Tarczę Wspólnoty (2004/2005) oraz Puchar Anglii (2005).
31 sierpnia 2006 został wypożyczony na jeden sezon do drużyny Realu Madryt. W zamian do Londynu trafił - również na rok - Júlio Baptista.
30 lipca 2007 został sprzedany do Atlético Madryt za 6 mln funtów. Dzień później odbyła się jego prezentacja.
| Sezon   | Klub             | Kraj       | Liga               | Mecze | Bramki | Puchar Krajowe                        | Mecze | Bramki | Rozgrywki Europy                    | Mecze | Bramki |
| ------- | ---------------- | ---------- | ------------------ | ----- | ------ | ------------------------------------- | ----- | ------ | ----------------------------------- | ----- | ------ |
| 1999/00 | Sevilla B        | Hiszpania  | Segunda División B | 32    | 1      | -                                     | -     | -      | -                                   | -     | -      |
| 1999/00 | Sevilla FC       | Hiszpania  | Primera División   | 1     | 0      | -                                     | -     | -      | -                                   | -     | -      |
| 2000/01 | Sevilla FC       | Hiszpania  | Segunda División   | 1     | 0      | Puchar Króla                          | 1     | 0      | -                                   | -     | -      |
| 2001/02 | Sevilla FC       | Hiszpania  | Primera División   | 29    | 8      | Puchar Króla                          | 1     | 0      | -                                   | -     | -      |
| 2002/03 | Sevilla FC       | Hiszpania  | Primera División   | 34    | 9      | Puchar Króla                          | 4     | 2      | -                                   | -     | -      |
| 2003/04 | Sevilla FC       | Hiszpania  | Primera División   | 21    | 5      | Puchar Króla                          | 4     | 1      | -                                   | -     | -      |
| 2003/04 | Arsenal          | Anglia     | Premier League     | 13    | 2      | Puchar Ligi Angielskiej Puchar Anglii | 1 3   | 0 2    | Liga Mistrzów UEFA                  | 4     | 1      |
| 2004/05 | Arsenal          | Anglia     | Premier League     | 30    | 9      | Puchar Anglii                         | 6     | 0      | Liga Mistrzów UEFA                  | 8     | 1      |
| 2005/06 | Arsenal          | Anglia     | Premier League     | 26    | 5      | Puchar Ligi Angielskiej Puchar Anglii | 3 2   | 1 0    | Liga Mistrzów UEFA                  | 12    | 0      |
| 2006/07 | Real Madryt      | Hiszpania  | Primera División   | 30    | 6      | Puchar Króla                          | 4     | 0      | Liga Mistrzów UEFA                  | 4     | 1      |
| 2007/08 | Atlético Madryt  | Hiszpania  | Primera División   | 26    | 0      | Puchar Króla                          | 6     | 0      | Puchar UEFA                         | 3     | 0      |
| 2008/09 | SL Benfica       | Portugalia | Primeira Liga      | 24    | 4      | -                                     | -     | -      | Puchar UEFA                         | 5     | 1      |
| 2009/10 | Atlético Madryt  | Hiszpania  | Primera División   | 30    | 2      | Puchar Króla                          | 9     | 1      | Liga Mistrzów UEFA Liga Europy UEFA | 6 8   | 0 1    |
| 2010/11 | Atlético Madryt  | Hiszpania  | Primera División   | 34    | 6      | Puchar Króla                          | 5     | 0      | Liga Europy UEFA                    | 4     | 0      |
| 2011/12 | Atlético Madryt  | Hiszpania  | Primera División   | 13    | 0      | -                                     | -     | -      | Liga Europy UEFA                    | 7     | 3      |
| 2011/12 | Sevilla FC       | Hiszpania  | Primera División   | 19    | 1      | Puchar Króla                          | 1     | 0      | -                                   | -     | -      |
| 2012/13 | Sevilla FC       | Hiszpania  | Primera División   | 26    | 4      | Puchar Króla                          | 6     | 0      | -                                   | -     | -      |
| 2013/14 | Sevilla FC       | Hiszpania  | Primera División   | 21    | 0      | Puchar Króla                          | 1     | 0      | Liga Europy UEFA                    | 12    | 2      |
| 2014/15 | Sevilla FC       | Hiszpania  | Primera División   | 19    | 3      | Puchar Króla                          | 2     | 1      | Liga Europy UEFA                    | 13    | 1      |
| 2015/16 | Sevilla FC       | Hiszpania  | Primera División   | 24    | 1      | Puchar Króla                          | 5     | 2      | Liga Mistrzów UEFA Liga Europy UEFA | 2 2   | 0 0    |
| 2016/17 | RCD Espanyol     | Hiszpania  | Primera División   | 21    | 3      | Puchar Króla                          | 2     | 1      | -                                   | -     | -      |
| 2017/18 | Córdoba CF       | Hiszpania  | Segunda División   | 14    | 1      | -                                     | -     | -      | -                                   | -     | -      |
| 2018    | Xinjiang Tiansha | Chiny      | China League Two   | 14    | 4      | -                                     | -     | -      | -                                   | -     | -      |
| 2018/19 | Extremadura UD   | Hiszpania  | Segunda División   | 9     | 0      | -                                     | -     | -      | -                                   | -     | -      |

## Kariera reprezentacyjna
Zaledwie 5 dni po 20. urodzinach zadebiutował w drużynie narodowej Hiszpanii w wygranym 3:0 meczu z Portugalią. Jego gra zainteresowała londyński klub Arsenal F.C. i 27 stycznia 2004 Reyes podpisał kontrakt z „Kanonierami” wart 36 mln dolarów.

## Śmierć
1 czerwca 2019 zginął w wypadku samochodowym. Miał wówczas 35 lat. Do zdarzenia doszło ok. 11:40 na autostradzie między Sewillą i Utrerą, rodzinnym miastem zawodnika. Samochód prowadzony przez Hiszpana wypadł z trasy i spłonął. Według wstępnych doniesień prasy, auto wypadło z drogi przy prędkości około 237 km/h, jednak ekspertyzy biegłych wykazały, że poruszało się ono z szybkością ok. 111-128 km/h. W wypadku zginął także Jonathan Reyes, 23-letni kuzyn piłkarza, a jego drugi kuzyn, Juan Manuel Calderon, odniósł poważne obrażenia.

## Sukcesy

### Arsenal
- Mistrzostwo Anglii: 2004

### Real Madryt
- Mistrzostwo Hiszpanii: 2007

### Atletico Madryt
- Liga Europy UEFA: 2010
- Liga Europy UEFA: 2012

### Sevilla
- Liga Europy UEFA: 2014
- Liga Europy 2015
- Liga Europy 2016